# Copa del Rey de baloncesto 2000
La 64.ª edición de la Copa del Rey de baloncesto se disputó en el Araba Arena de Vitoria desde el 28 al 31 de enero de 2000. Fue la primera edición disputada en Vitoria y el Adecco Estudiantes se proclamó campeón por tercera vez en su historia.
Los equipos participantes fueron: Unicaja Málaga, Real Madrid, TAU Cerámica, Pamesa Valencia, Canarias Telecom, FC Barcelona, Adecco Estudiantes y Caja San Fernando.

## Cuadro
|  | Cuartos de final          | Cuartos de final          |                    |                    | Semifinales | Semifinales |  |                 | Final       | Final       |  |
|  | 28 de enero y 29 de enero | 28 de enero y 29 de enero |                    |                    | 30 de enero | 30 de enero |  |                 | 31 de enero | 31 de enero |  |
|  |                           |                           |                    |                    |             |             |  |                 |             |             |  |
|  |                           |                           |                    |                    |             |             |  |                 |             |             |  |
|  | Pamesa Valencia           | 74                        |                    |                    |             |             |  |                 |             |             |  |
|  | Pamesa Valencia           | 74                        |                    |                    |             |             |  |                 |             |             |  |
|  | Unicaja                   | 53                        |                    |                    |             |             |  |                 |             |             |  |
|  | Unicaja                   | 53                        |                    | Pamesa Valencia    | 75          |             |  |                 |             |             |  |
|  |                           |                           |                    | Pamesa Valencia    | 75          |             |  |                 |             |             |  |
|  |                           |                           | FC Barcelona       | 73                 |             |             |  |                 |             |             |  |
|  | FC Barcelona              | 73                        | FC Barcelona       | 73                 |             |             |  |                 |             |             |  |
|  | FC Barcelona              | 73                        |                    |                    |             |             |  |                 |             |             |  |
|  | Real Madrid               | 68                        |                    |                    |             |             |  |                 |             |             |  |
|  | Real Madrid               | 68                        |                    |                    |             |             |  | Pamesa Valencia | 63          |             |  |
|  |                           |                           |                    |                    |             |             |  | Pamesa Valencia | 63          |             |  |
|  |                           |                           | Adecco Estudiantes | 73                 |             |             |  |                 |             |             |  |
|  | Tau Cerámica              | 65                        | Adecco Estudiantes | 73                 |             |             |  |                 |             |             |  |
|  | Tau Cerámica              | 65                        |                    |                    |             |             |  |                 |             |             |  |
|  | Adecco Estudiantes        | 79                        |                    |                    |             |             |  |                 |             |             |  |
|  | Adecco Estudiantes        | 79                        |                    | Adecco Estudiantes | 80          |             |  |                 |             |             |  |
|  |                           |                           |                    | Adecco Estudiantes | 80          |             |  |                 |             |             |  |
|  |                           |                           | Caja San Fernando  | 65                 |             |             |  |                 |             |             |  |
|  | Caja San Fernando         | 71                        | Caja San Fernando  | 65                 |             |             |  |                 |             |             |  |
|  | Caja San Fernando         | 71                        |                    |                    |             |             |  |                 |             |             |  |
|  | Canarias Telecom          | 60                        |                    |                    |             |             |  |                 |             |             |  |
|  | Canarias Telecom          | 60                        |                    |                    |             |             |  |                 |             |             |  |
|  |                           |                           |                    |                    |             |             |  |                 |             |             |  |

## Final
| 31 de enero | Pamesa Valencia                                                 | 63–73                              | Adecco Estudiantes                                                 | |  |
| 21:30 GTM+1 | Marcador por tiempos: 33–30, 30–43                              | Marcador por tiempos: 33–30, 30–43 | Marcador por tiempos: 33–30, 30–43                                 | |  |
|             | Estadísticas Hopkins 19 Hopkins 15 Hopkins, Luengo 3 Hopkins 29 | Reporte Pts Reb Asts Val           | Estadísticas A. Reyes 26 A. Reyes 7 Azofra, Thompson 5 A. Reyes 24 | Pabellón: Buesa Arena Asistencia: 9,200 espectadores Árbitros: Betancor, Martín Bertrán, Llamazares |  |

| Campeones de la Copa del Rey 2000 |
| --------------------------------- |
| Adecco Estudiantes 3.º título     |

## MVP de la Copa
- Alfonso Reyes